# Bordeaux école de management
Pour les articles homonymes, voir BEM.
Bordeaux école de management est une école de commerce française créée en 1874, gérée et financée par la chambre de commerce et d'industrie de Bordeaux. L'école s'appelait Groupe ESC Bordeaux et est devenue Bordeaux Ecole de Management au début des années 2000, pour changer de nom en BEM en 2007. Elle fait aujourd'hui partie intégrante de KEDGE Business School.
C'est un établissement d’enseignement supérieur de commerce et management membre du chapitre de la Conférence des grandes écoles, créé à partir du programme École supérieure de commerce (dit « ESC Bordeaux » ou « Sup de Co Bordeaux »), lui-même fondé en 1874. L'école est accréditée EQUIS, AACSB et AMBA.
Le campus est installé à Talence près de Bordeaux. BEM est membre associé du campus d'excellence (IDEX) Université de Bordeaux. L'école a ouvert en 2008 un campus à Dakar, à Abidjan et un autre à Paris.

## Historique
L'école est créée en 1873 sous le nom de École supérieure de commerce de Bordeaux. L'association des diplômés apparaît dès 1882. En 1969, l'école déménage dans des nouveaux locaux à Talence.
Elle obtient en 2000 l’accréditation Equis. La même année, elle prend le nom de Bordeaux École de Management, et le nom BEM - Bordeaux Management School viendra en 2007. En 2008, un campus est ouvert à Dakar au Sénégal et l'année suivante, un campus supplémentaire s'ouvre à Paris.
En 2012, l'école annonce sa fusion avec Euromed Management (Marseille) pour juillet 2013.
De la fusion des deux écoles est née Kedge Business School, dont les premiers étudiants font leur rentrée en septembre 2013. Un nouveau campus Europe ouvre à la fin de l'année 2013, le premier campus hors-Europe ouvrira quant à lui fin 2014.

## Reconnaissance

### Accréditations
- Membre de la Conférence des grandes écoles
- Membre du Global Compact
- Accréditée EQUIS, AMBA et AACSB

BEM bénéficie ainsi de la triple accréditation. Seules 12 écoles en France et 57 écoles dans le monde possèdent cette triple accréditation, véritable reconnaissance pour les écoles de commerce ou autres institutions d'éducation supérieure liées à la gestion dans le monde.

### Classements
Selon le Figaro, en termes de puissance du réseau de diplômés, l’ESC Bordeaux est la 8e école de commerce de France, devant Audencia et l'ESC Grenoble, pour ce qui est du nombre d’anciens figurant dans le Who’s who (l’annuaire des personnalités françaises).
Le classement SIGEM indique que l'ESC Bordeaux est classée 11e. SIGEM est le logiciel de traitement des affectations des étudiants admis dans les grandes écoles de commerce françaises. Celui-ci affecte les étudiants en fonction de leur classement et de leurs vœux.
Par conséquent, cela signifie que BEM est la 11e école la plus prisée par les candidats admis à ces écoles de commerce.
Pour 2011, le magazine Challenges a classé BEM 10e.
En 2011, le master en sciences du management de l'école est classé 10e national, 28e mondial, par le Financial Times.
En 2012, BEM était classée par le mensuel L'Étudiant 12e école de commerce française pour la reconnaissance académique, et 12e pour la reconnaissance par les entreprises.
Concernant les mastères spécialisés de BEM, 6 d'entre eux (dans les domaines achats/commerce international et patrimoine/immobilier) sont classés par SMBG à la 1re place en France.

## Partenariats et doubles-diplômes

### Partenariats académiques
BEM est membre associé de la « Communauté d'universités et établissements d'Aquitaine » qui regroupe Sciences Po Bordeaux, l'École nationale de la magistrature (ENM), l'Institut polytechnique de Bordeaux et la plupart des universités de Bordeaux.
La « Communauté d'universités et établissements d'Aquitaine » a été sélectionnée pour devenir un campus lauréat des initiatives d'excellence (IDEX). Dans un entretien accordé au journal le Monde le 3 juillet 2011 le ministre Laurent Wauquiez précise qu'« il s'agit de faire émerger des campus d'excellence qui seront la vitrine de la France et renforceront l'attractivité et le rayonnement de l'université française ». Une dotation en capital de 7,7 milliards d'euros au niveau national est promise pour l'ensemble des IDEX.
Dans le cadre de son parcours à la carte, le programme Grande École de l'ESC Bordeaux permet aux étudiants d'obtenir un second diplôme en plus du Master of Science in Management. Ainsi le diplôme d'une université étrangère partenaire peut être délivré. De même, au terme du parcours expertise-comptable, peut être obtenu le diplôme phare de la profession, le DSCG. Le parcours droit peut se concrétiser par la délivrance d'un diplôme de l'école des avocats de Bordeaux.

### Relations internationales
Les étudiants du programme Grande École doivent valider un semestre ou un double-diplôme (MA, MSc ou MBA) dans l'une des universités partenaires des cinq continents notamment à HEC Montréal, Mannheim Business School, Copenhagen Business School, Stockholm School of Economics, Nottingham Business School, Laval, Hong Kong University, Indian Institute of Management, EBS Francfort, WHU - Otto Beisheim School of Management et l'université suisse de Saint-Gall.
La plupart sont accréditées (EQUIS, AACSB et AMBA).

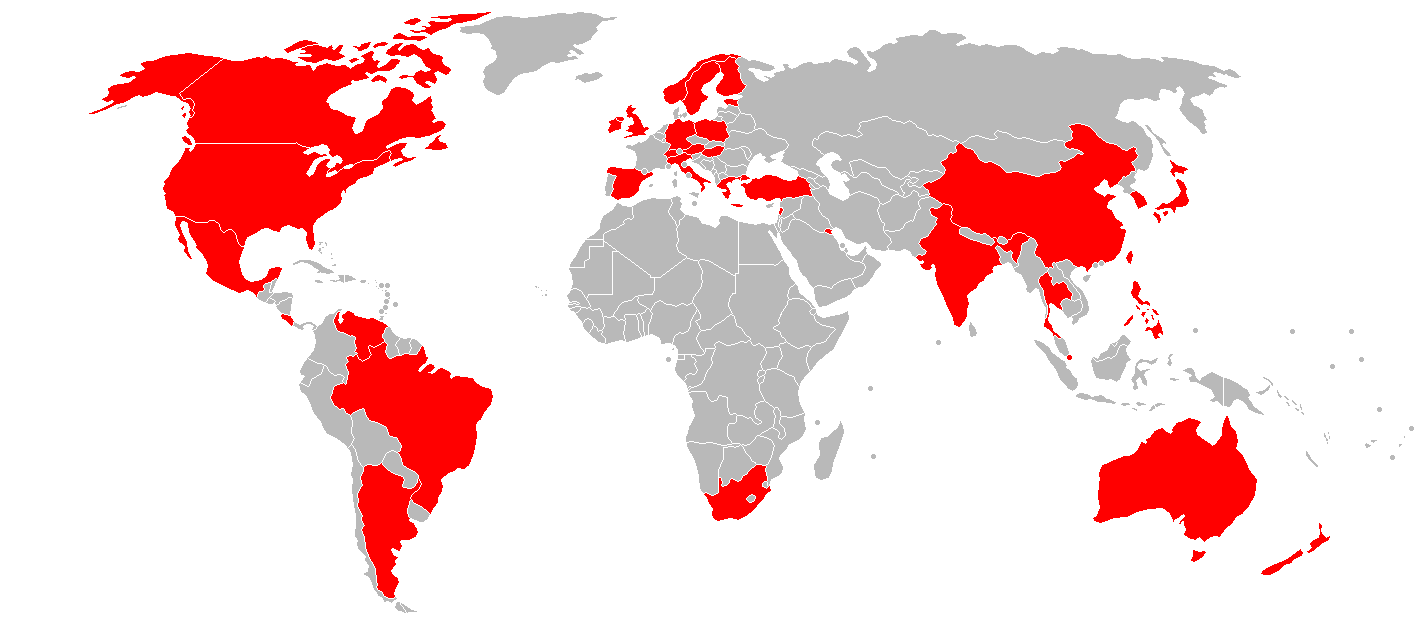
Universités partenaires de BEM dans le monde (2008).

## Vie associative
Plus d'une vingtaine d'associations sont reconnues par l'école et organisées autour du conseil des associations (CDA). Elles sont regroupées autour de 4 pôles : Loisirs & Sports, Culture, Humanitaire & International, Professionnel.
L'association "AOC" est le plus grand club étudiant œnologique de France. Elle organise des visites dans les châteaux des plus grands vignobles (Château d'Yquem, Château Rothschild, etc.), lesquels organisent conférences et dégustations. L'événement-phare de l'association a lieu au mois de mai, c'est le Rallye des Vin'4 Heures du Vin.
Bee'Activ est la Job Service de Kedge, elle permet aux étudiants de financer une partie de leurs études en leur proposant des missions ponctuelles gratifiées. En relation constante avec les entreprises, l'association propose des missions telles que l'animation commerciale, le street marketing, l'hotessariat, le phoning et bien d'autres encore. Les étudiants ont donc la possibilité d'enrichir leur CV en plus des expériences acquises lors du cursus scolaire.